# 129881 Chucksee
129881 Chucksee è un asteroide della fascia principale. Scoperto nel 1999, presenta un'orbita caratterizzata da un semiasse maggiore pari a 2,3740581 UA e da un'eccentricità di 0,2111492, inclinata di 5,17870° rispetto all'eclittica.